# Sideridis maryx
Sideridis maryx är en fjärilsart som beskrevs av Achille Guenée 1852. Sideridis maryx ingår i släktet Sideridis och familjen nattflyn. Inga underarter finns listade i Catalogue of Life.